# Tomodachi Life: Living the Dream
Tomodachi Life: Living the Dream és un futur videojoc de simulació social desenvolupat per Nintendo per a la consola Nintendo Switch. És el tercer joc de la sèrie i el primer en dotze anys, després de Tomodachi Life, per a Nintendo 3DS, i Tomodachi Collection, per a Nintendo DS.
Es va anunciar durant l'emissió Nintendo Direct del 27 de març 2025 i serà publicat l'any 2026.